# Edelstampriset
Edelstampriset (The Edelstam Prize) är ett Sverigebaserat, internationellt monetärt pris som delas ut av Stiftelsen Harald Edelstam. Priset delas ut för exceptionella insatser och stort civilkurage till försvaret av de mänskliga rättigheterna.
Pristagare till Edelstampriset kan vara enskilda personer eller personer som representerar en regering eller en nationell eller internationell organisation, som i handling har agerat i Harald Edelstams anda i ett land/länder där brott mot mänskliga rättigheter har begåtts, enligt internationell lag, av en regim eller annan stark maktutövare. De ska ha visat stor förmåga att snabbt analysera en komplex situation och hitta vägar, även på ett okonventionellt och kreativt sätt, för att i praktisk handling försvara mänskliga rättigheter och ska i en sådan svår eller tumultartad situation ha handlat på ett sätt som haft avgörande betydelse för många utsatta människor eller direkt räddat människors liv. Civilkuraget är en central parameter i urvalet av en vinnande kandidat.
Edelstampriset har en öppen nominering, det vill säga att vem som helst kan nominera en kandidat.
Ordförande i nomineringskommittén är Lise Bergh, tidigare generalsekreterare för Amnesty Sverige. 

## Bakgrund

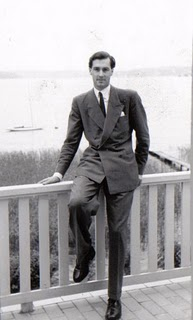
Harald Edelstam

Priset är uppkallat efter den svenske diplomaten och ambassadören Harald Edelstam. Han utmärkte sig som diplomat genom sin kompetens, sitt mod och sitt civilkurage i kampen och försvaret av de mänskliga rättigheterna. Edelstam var en tidig förespråkare och symbol för vad som idag kallas "R2P - Responsibility to Protect", en diplomati engagerad i försvaret av de mänskliga rättigheterna och hans minnesvärda handlingar bidrog till att rädda mer än tusen liv. Harald Edelstam är mest känd för att ha räddat livet på ett stort antal människor under och efter Augusto Pinochets militärkupp i Chile 1973. Edelstam är även känd för att under andra världskrigets senare del ha räddat livet på ett hundratal norska motståndsmän och judar i det naziockuperade Norge.

## Jury
Caroline Edelstam, barnbarn till Harald Edelstam och medgrundare av Edelstampriset är ordförande i den internationella prisjuryn. Andra medlemmar i juryn är domaren Louise Arbour, tidigare FN:s kommissionär för mänskliga rättigheter, domaren Shirin Ebadi som tilldelades Nobels Fredspris 2003 för sina insatser för demokrati och mänskliga rättigheter, Moçambiques tidigare premiärminister, Pascoal Mocumbi, dr. Philp Alston, FN:s specialrapportör för extrem fattigdom och mänskliga rättigheter, dr. Luis Moreno-Ocampo, tidigare chefsåklagare vid internationella brottmålsdomstolen i Haag (ICC) tidigare domaren Baltasar Garzón, som arbetade för Spaniens centrala brottmålsdomstol och som konsekvent kämpar för de mänskliga rättigheterna. Baltasar Garzón är mest känd för att han angav den chilenske presidenten, general Augusto Pinochet, för de påstådda dödsfallen och tortyr av spanska medborgare.

## Pristagare 2012
Det första priset utdelades 2012 och gick till Bahareh Hedayat från Iran, som (2012) sitter i Evinfängelset i Teheran. Bahareh Hedayat, född 1981 är en välkänd hjälte i Iran efter sin kamp för kvinnors rättigheter i studentrörelsen.
Hon är också aktiv kritiker av president Ahmadinejad. Hon har gripits av polis flera gånger och utsatts för misshandel.
Bahareh Hedayat har genom sitt enastående mod och engagemang för rättvisa aktivt arbetat mot kränkningar av de mänskliga rättigheterna i Iran. Trots allvarliga varningar och hot från regimens säkerhets- och underrättelsetjänster har hon upprepade gånger riskerat sitt eget liv och frihet för att försvara mänskliga rättigheter. Hon har gripits flera gånger och är fängslad just nu av dessa skäl.
Bahareh Hedayat kunde inte komma till Sverige för att ta emot priset – hon är för närvarande ”samvetsfånge” i Evinfängelset i Teheran och efter att Bahareh mottagit ""Edelstampriset"" kampanjar ""Amnesty International"" internationellt för hennes frigivning.

## Pristagare 2014
Pristagaren Benjamin Manuel Jeronimo från Guatemala tilldelades Edelstampriset. Edelstamprisets jurys motivering att ge Benjamin Manuel Jerónimo Edelstampriset är: Benjamin Manuel Jerónimo är från mayagruppen Achí i Guatemala. Mayasamfälligheterna har, trots att de är majoritet av landets befolkning, blivit utsatta, diskriminerade, och blivit offer i sitt eget hemland i århundraden. Den värsta perioden var mellan 1960 och 1966: oerhörda övergrepp av mänskliga rättigheter begicks i Guatemala under inhemska beväpnade konflikter. Enligt CEH (en sanningskommission som FN står bakom) mördades 200 000 civila personer och 50 000 försvann med våld. De flesta av dem, 83 procent, var av mayafolket, och 93 procent av övergreppen begicks av staten. Efter att fredsavtalet skrivits under hölls ingen ansvarig för dessa avskyvärda brott. Benjamin ansåg att de ansvariga för dessa brott skulle ställas inför rätta. Det var ingen lätt uppgift eftersom diskriminering, hot, hämndbenägenhet, och våld fortlever i Guatemala och siffrorna på övergrepp är dubbelt så höga mot vad de var under kriget. Benjamin representerar offrens röst; modigt och outtröttligt har han arbetat i årtionden inom försvaret av mänskliga rättigheter, för Mayafolkets sanning och rättvisa i sitt eget land, trots upprepade hot mot sitt liv. Hans ansträngningar och engagemang är ett exempel, och påminner varje dag det internationella samfundet om att de flesta av förövarna i Guatemala förblir ostraffade.

## Pristagare 2016
Den chilenska domaren Juan Guzmán tilldelades priset för sitt arbete med att sätta skyldiga till grymheterna under militärdiktaturen i Chile inför rätta. Han försökte även upphäva diktatorn Augusto Pinochets immunitet. 

## Pristagare 2018
Den kinesiska människorättsaktivisten Li Wenzu tilldelades priset  för exceptionella insatser och stort civilkurage till försvar av mänskliga rättigheter. Hennes man människorättsadvokaten Wang Quanzhang försvann 2015 utan ett spår, och Li Wenzu har spelat en avgörande roll i den kamp som hans och andra samvetsfångars familjemedlemmar har fört för att få dem fria.

## Pristagare 2020
Den brasilianska miljöaktivisten Osvalinda Alves Pereira tilldelades priset för enastående insatser samt exceptionellt mod i sitt försvar av skogen i Amazonas.

## Pristagare 2022
Människorättskämpen Norma Esther Andrade från Ciudad Juárez i Mexiko tilldelades priset för enastående insatser samt exceptionellt mod i att stå upp för sin tro på försvaret av mänskliga rättigheter. Sedan hennes 17-åriga dotter kidnappades, försvann och mördades brutalt år 2001 har hon vigt sitt liv till att kämpa för kvinnors rättvisa runtom i hela Mexiko. Trots upprepade dödshot har hon outtröttligt försvarat kvinnors rättigheter och spelat en avgörande roll i erkännandet av femicid som en ny kategori av brott i den mexikanska strafflagen.

## Pristagare 2024

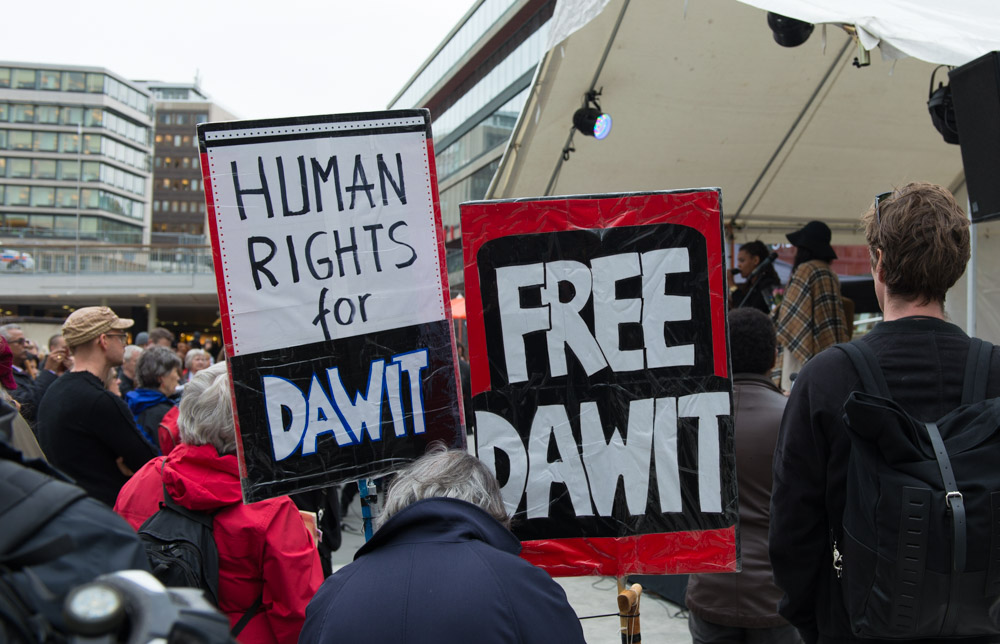

Edelstampriset 2024 tilldelas Dawit Isaak för hans enastående insatser och exceptionella mod i att stå upp för yttrandefriheten, sin övertygelse och försvaret av de mänskliga rättigheterna. Dawit Isaak, som är en eritreansk-svensk journalist och förespråkare för mänskliga rättigheter, var medgrundare till Setit, Eritreas första oberoende tidning. Han kritiserade öppet den eritreanska regeringen och förespråkade mänskliga rättigheter, demokratiska reformer och yttrandefrihet, vilket ledde till att han arresterades i september 2001, under ett tillslag mot oberoende journalister och politiker som förespråkade val. I oktober 2024 firades hans 60-årsdag på flera platser. Priset delas ut vid en ceremoni på Riddarhuset i Stockholm den 19 november 2024. Eftersom Dawit Isaak är samvetsfånge, och den journalist i världen som hållits fängslad längst, kan han inte närvara vid prisutdelningen. Dawit Isaak har suttit fängslad, och hållits isolerad utan åtal eller tillgång till juridiskt ombud eller rättegång, i mer än 23 år.